# Nhiễm Quý
Nhiễm Quý (tiếng Trung: 冉季; bính âm: Ran Ji; ? – ?), tự Tử Sản (子產), tôn xưng Nhiễm Tử (冉子), người nước Lỗ thời Xuân thu, là một trong thất thập nhị hiền của Nho giáo.

## Cuộc đời
Cuộc đời của Nhiễm Quý không được ghi chép lại, có giả thuyết cho rằng Nhiễm Quý là con của Nhiễm Ung. Năm 72, thời Hán Minh Đế, Nhiễm Quý được phối thờ trong Khổng miếu.